# ナンバMG5
『ナンバMG5』（ナンバエムジーファイブ）は、小沢としおによる日本の不良漫画。『週刊少年チャンピオン』（秋田書店）にて2005年27号から2008年42号まで連載された。単行本は全18巻。
関連作品に、直接の続編となる『ナンバデッドエンド』がある。
2022年4月期に、フジテレビ系列にて間宮祥太朗主演でテレビドラマ化されている（後述）。テレビドラマ化を記念して、『週刊少年チャンピオン』22・23合併号より26号まで、『ナンバステイゴールド－ナンバMG5 特別編－』の短期集中連載を掲載。難破剛が白百合高校に通い始めてから1年半後を描いたストーリーとなっている。

## 概要
いわゆる不良漫画におけるテーマの一つとして「高校デビュー」があるが、本作は作者が巻末で「ヤンキーをやめる話を書こうと思った」と述べているとおり、全く逆のアプローチから描かれている。つまり、主人公が「高校に入学して不良になる」のではなく「高校に入って真面目になる」のである。よって、学業時は模範的な高校生になる。
ただし、主人公の家族は全員ヤンキーであるのに加え、通っている高校にヤンキー校（しかも家族には表向きこちらに通っているとごまかしている）が隣接しているため、自宅やケンカ時などではヤンキーとして振る舞い、家族や他の不良たちには「模範的な高校生」ということを基本的に隠し通している。
作品の構造としては、高校デビューのパロディであり、二重生活のコメディである。しかしながらヤンキーとしては突出したエリート一家の一員である主人公の立場は、家族に将来を期待された思春期の少年という意味において、学歴エリートのパロディ的存在でもあるという、設計がなされている。
二重生活コメディという点においても、単に真面目と喧嘩がパラレルで存在している訳ではなく、その生活を送る十分な動機が存在する。学校では良き友でありたいがゆえに不良の実情を隠した真面目な生徒と、家族や周囲の期待に応えるべく活躍を続ける不良少年とが両立することとなる。高校受験時に剛に芽生えた、本当はやりたいことをしたい、という親からの自立が動機となっており、不良漫画ながら、家族、友人、自分自身に対する誠実さをテーマに備えている。
本作はそんな剛の白百合高校入学から2年生の夏の終わりまでのストーリーである。
2008年9月をもって一旦完結し、以後は『ナンバデッドエンド』に続く。

## あらすじ
関東の筋金入りのヤンキー一家、難破家。
10代の頃は千葉最強のヤンキー、トラック運転手の父・勝。気合いの入った元レディース、料理上手な母・ナオミ。関東を制覇した長男・猛は誰もが恐れるカリスマヤンキーで、長女・吟子は改造自転車を乗り回す。難破家飼い犬の松も、近所中の犬をシメている。
そんな家庭で生まれ育った次男坊・難破剛。彼も14校を傘下に持つ中学のアタマをはっていたバリバリのヤンキー。その強さから、関東では知らぬ者は1人もいない「難破兄弟」の弟として名を轟かせていた。
全国制覇いったれ!家族からの熱い期待を背負い、特攻服をひるがえし、不良校と名高い市松高校へ進学する。
……はずが、なんと白百合高校でシャバいフリ!?
普通の青春に憧れたヤンキー少年が、家族に内緒で特攻服を脱ぎ、正体を隠して真面目な学校で"逆"高校デビュー!
好きな女の子も出来て、同じ部活にも入り、恋に勉強にと正に普通の青春を謳歌する剛。しかし、次から次へと巻き起こる問題を見過ごせず、こっそり特攻服に着替えて大暴れ。陰から友達を助けたり問題に対処したりしていく内に、その強さと目立つ風貌が、正体不明の「特服（とっぷく）の男」としてヤンキー界の巷を騒がせることに。
家族にも友達にも、誰にも言えない、良心の呵責。時には誤解され、時には蔑まれ。悩みを抱えながらも壁を乗り越える剛は、理解者との絆、強者との闘いで、人としてより強く成長してゆく。
｢全員まとめてかかって来いや!!｣
最強ヤンキーとシャバ僧の二重生活を描いた、笑いあり、涙ありの、痛快ヤンキーバトルギャグ漫画。

## 登場人物

### 難破一家
難破剛（なんば つよし）
本作の主人公。ヤンキー家族「難破一家」の次男。
ヤンキースタイルの時は、白い特攻服やヤンキー服にワックスでセットしたツンツン頭、｢殺｣の字が書かれたマスク、お守りを首から下げた姿。シャバ僧スタイルの時は、髪を下ろした真面目な学ラン姿が特徴。
喧嘩の勝利が一番と考える両親の教育から、子供の頃から喧嘩に明け暮れ、かつてヤンキーの巣窟であった萬田中をシメるほどの実力を持った中学最強の喧嘩番長だった。が、喧嘩ばかりの日々に嫌気が差し、普通の青春を送りたいという動機から高校進学を機にヤンキーをやめることを決意。その後図書館で家族や知り合いの目をはばかりながら、担任教師の長谷川に支えられながらの勉強の末、家族に内緒で普通の学校である白百合高校に進学する。なお、家族には白百合に隣接するヤンキー校、市松高校に通っていることにしている。自分を偽り、家族や友人を騙してしまっている今の生活に思い悩みつつも、いつか発覚してしまうまでは精一杯生活を楽しもうと決意している。
家を出るときは、連載初期は特攻服、特服の男として有名になってからは私服を着用、ツンツン頭のヤンキー姿。その後公園の公衆トイレや駅のトイレで、密かに白百合高校の学ランに着替え、髪を下ろして通学している。脱いだ特攻服は、初めは学生鞄にしまっていたが、途中からトイレの通風孔の蓋を開けた天井裏に隠すようになった。荒事に巻き込まれたときは、特攻服に着替え素性を隠して対処。その圧倒的な強さから、正体不明の「特服（とっぷく）の男」としてヤンキー界で恐れられる。一度、トイレが遠いためシャツで覆面してやり過ごしたことがある。
高校初めての友人島崎を、かつてのいじめっ子達から守ろうとしたことがきっかけで、特攻服を再度羽織ることになる。また、子ども時代に負傷していた子犬の松を拾い面倒を見る、カツアゲされている人を助けるなど、困っている人間や問題を見過ごせないかなりお人好しな性格。度々成り行きによって喧嘩せざるを得ない状況になってしまい、真面目な人生だけに専念することは出来ていない。そういった出来事の積み重ねで、最終的には市松高校を事実上制覇、次いで千葉県、そして神奈川県も制覇してしまっている。そのため、家族から託された「全国制覇」の夢をこなしていることもあり、二重生活がバレにくい要因になっている。
クラスメートの藤田深雪に片思いしているが、当人からはあまり相手にされていない。が、深雪やクラスメートらから｢可愛い顔｣と評されており、物語後半ではファンも存在していた。
成績は比較的優秀で、得意科目の英語は母語話者とも会話が出来るほど。深雪の真似で美術部に入部したが、昔から絵を描くのが好きで得意な様子。単車や原チャリの運転も得意。しかし運転免許の有無は不明である。
弱点は、ヤンキー的価値観のもとに生まれ育ったために一般的なファッションセンスが皆無なこと。ゆえに、センス抜群の伍代に頼んで度々、所謂「シャバい格好」の衣服を貸してもらっている。
2年へ進級すると同時に、美術部部長の東が卒業する際に副部長に任命された。
難破猛（なんば たけし）
難破一家の長男。無職。本作における最強キャラクター。金髪のリーゼント（ドラマ版では黒髪）と三白眼が特徴。
城南高校在学中に関東を完全に制覇、その威厳を知る者からは『カリスマヤンキー』と呼ばれ未だ恐れられている。黒い特攻服がトレードマークだった。喧嘩の腕前は、デコピン一発で相手の脳髄を揺らす、一人倒すのに一秒もかけないなどの非常識な強さである。また、主人公であり強敵にも勝ち続ける剛がどうあがいても勝てない唯一の存在。その性格は豪快で男気溢れる、そして少々頭が足りない。
高校を卒業してから母親と共にパチンコで稼いでいたが、家族に「ニート」と言われ奮起、一時的にペットショップの店員として働き始めた。城南時代の後輩であるカズヤに愛車「魔愚南無号」（GS400の改造車両）を50万円で売ってまで、悪徳ブリーダーの篠崎から松の母親である秋風号を買い取ろうとしたが、迎えに行った時既に秋風号は死亡。秋風を死なせても全く動じようとしない篠崎の元に殴りこむため、辞表を提出。店長から戻るように勧められたが「命を金で売り買いするのがつらい」という理由から、ペットショップを辞めてしまった。
嘘をついた吟子の為に、髪を下ろした姿を披露したことがある。それを目撃した島田のおばちゃんからヨン様と間違われた。
終盤では知り合いの先輩から中古のアメ車を購入、伍代の別宅がある亜多海まで剛たちを連れて行った。そこで起きた地元内紛の抗争に松が巻き込まれたため、お返しとして剛と大丸を送ったが、その際に剛が全国制覇などくだらないと発言したのを聞いてしまい、剛の秘密を薄々悟り始める。それでも剛が懸命にごまかし続けたことから、敢えて見送りにしている。
難破吟子（なんば ぎんこ）
難破一家の長女で、剛の2歳年下の妹。金髪（ドラマ版では黒髪で所々メッシュが入っている）で、着ぐるみ好きの中学生。難破兄弟の妹として恐れられていたために、男に言い寄られたことは少ない。剛を｢兄ちゃん｣、猛を｢猛兄(たけにい)｣と呼ぶ。改造チャリが愛車。
一時期彼氏がいたが、難破兄弟のバックを悪用したいがために言い寄られた事実に気づき自らフッた。
頭が悪そうな印象だが、実際は相当柔軟な思考の持ち主で、ニンテンドーDSで脳年齢のテストに挑戦し一番若い20歳の結果が出た。中3になってからは進路に悩んでいたが、偶然知り合った優等生・佐藤順一の影響で勉強に興味を持ち始め、佐藤に教えて貰いながら勉強することに。
佐藤に対し自分がヤンキーであることを隠す際、兄の剛に勝るとも劣らないほどの口からでまかせを披露、家族総出で付き合うことになった。
難破勝（なんば まさる）
難破一家の家長。職業はトラック運転手。
10代の頃は千葉最強のヤンキーとしてその名を轟かせていた。剛が幼い頃から喧嘩の勝ち負けに厳しく、負けて帰れば勝つまで家に入れないなど昔ながらの頑固親父。しかし、その昔愛車の改造費として貯めていたヘソクリを負傷した松の治療費に費やす、吟子のついた嘘に付き合う、佐藤と吟子の勉強を認めるなど、頑固ながらも心優しい一面が度々見られる。昔は痩せていたが年をとるごとに体型が変わっている。よく松に仕事での愚痴を長々とこぼし、鬱陶しがられている。
妻ナオミからはマー坊と呼ばれている。娘吟子には少々甘いが、猛や剛の活躍を心底喜ぶ、一家にとって良き父親である。
愛車は紫色のクラウン。
難破ナオミ（なんば ナオミ）
難破一家の主婦。ヘタな男より気合が入った元レディース。現在は主婦をしつつパチンコで家計を助けている。
剛が高校に進学する際、海物語で勝った20万円を突っ込み、以降剛のトレードマークとなる白い特攻服を作った。手芸が得意のようで、猛や剛がボロボロにした特攻服を綺麗に直している。
料理の腕前もかなり高く、唐揚げは料理研究家を母親に持つ伍代や、市松のアタマ陣内をうならせた。猛は毎回のように「さすが母ちゃんの料理だ!気合が違うぜ!!」と絶賛している。
吟子の嘘でアメリカ人を演じることになってしまった際は、吹き替え版アメリカ人としてその場を凌いだ。
松（まつ）
難破一家の番犬。犬種は柴犬で、血統書付き。剛の二重生活の秘密を知る1人（1匹）。
本来の名前は「赤竜号」といい、心無きブリーダーの篠崎に河川敷に投げ捨てられたところを剛に拾われる。弱気な子犬であったが、難破一家に拾われて以来、立派なヤンキー犬として育つ。頭が良く、お使いに出かけていくこともある。目に付いている傷は篠崎の暴行によって出来たものである。
人間の言葉が理解出来、いつも人間語を喋ったつもりで吠えているが、剛たち人間からはただ「ワンワン」と吠えているだけにしか聞こえておらず、一切理解してもらえた試しが無い。
難破家で唯一剛の真実を知っており、最初は剛を裏切り者とみなし怒っていたが、変わらぬ剛の熱意に惚れ直し、以前のように慕っている。
近所の犬をシメており、町内の犬のアタマとして名を馳せている。
基本的に人見知りが激しく自分が懐かない人物に対しては物凄く吠えるが、伍代とやよいには懐いている。窮地を救ってくれた伍代は特別慕っており、「オジキ」と呼んでいる。

### 剛の協力者
伍代直樹（ごだい なおき）
市松高校の1年で、最強の部類に入る男。剛の二重生活の秘密を知る1人。外ハネの髪が特徴。
特服の男を千葉最強の難破兄弟の弟と感づき、タイマンを望んでいた。しかし、彼の単独行動で恥をかいた火野率いる市松軍団に袋叩きにされ、左腕を骨折。右腕も折られそうになったところを自身の標的であった剛に助けられ、協力して火野軍団を追い払った。以後は、剛の秘密を知る理解者として影から表から剛を支える相棒的存在となる。特服の男の正体が明かされそうになった際、剛から特服の在り処を聞いていた伍代が特服の男に成り代わり、剛を庇ったことがある。剛に振り回される度｢調子狂うぜ……｣と漏らすが、心底嫌という訳ではない様子。
一匹狼として振舞っており、市松のヤンキー連中の中でも｢強えけど何考えてるか分かんねぇ｣と言われるほど浮いた存在である。基本的に誰に対してもクールで素っ気ない調子を崩さないが、剛の図々しい要求を嫌がりつつも結局は聞いてあげるあたり、かなりのお人好しである。
洋服のファッションセンスが良く、剛の美術部での外出のために洋服を選んであげたり、自身が持つシャバ僧向けの洋服を貸し出したことがある。恋愛についても、剛や大丸より大分達観した感じだが特定の相手がいる様子は無い。
両親は幼い頃に離婚しており、有名な料理研究家の母親・里美と二人暮らしの母子家庭。母親は多忙によって帰ってくることが滅多にないため親子の仲は冷え切っていたが、2人でハワイ旅行に行くようになる(その際難破家とニアミスしている)など、伍代邸を訪れた剛の発言によって多少は改善された模様。
コーヒーが好物で趣味はプラモデル作りやテレビゲーム、大丸の下らない話に爆笑するなど、クールな印象とは裏腹にお茶目な一面も。
イケメンであるらしく、猛からはそのまま｢イケメン｣、牧野からは｢イケメン先生｣と呼ばれる。
自宅は東京都内の高級マンション。愛車はDUCATIのスポーツクラシックシリーズのスポーツ1000と思われるバイク、作中終盤ではスポーツ1000Sに乗り換えている。
大丸大助（だいまる だいすけ）
千鳥商業1年。外見の風貌から「千鳥のゴリラ」と呼ばれる。剛の二重生活の秘密を知る1人。
先輩連中も一目置いている実力者だが、当の本人は喧嘩や争いを好まず、仲間に怪我を負わせた奴を許さないという一本筋を通した硬派なタイプ。基本的に明るいお調子者で、小学校で自分が始めたカンチョーブームを骨折して自分で終わらせたことがある。
千鳥と市松の抗争中に出合った藤田さんに一目惚れし、アプローチをかけてから自然に剛とも親しくなったが、その後偶然トイレで特攻服に着替えた剛を目撃してしまい、猛をバックにしてやりたい放題していると誤解。｢ツレだけでなく自分の惚れた女まで騙している｣｢ヒーロー気取り｣と剛を糾弾してしまう。その後、先輩の郷田率いる千鳥軍団の策略で親友のヒロに怪我させた犯人を伍代だと思い込みタイマンを張るが、両者満身創痍になってから郷田と沢田の陰謀と気づき、袋叩きにされていたところを剛に助けられる。
その後、伍代から剛の二重生活の真意や悩んでいる胸の内を聞かされ反省し、和解。剛のカミングアウトを｢ドッキリ｣と称して庇う、二重生活に悩み苦しむ剛に｢マジならいいじゃねーか｣と優しい言葉を掛ける(剛はその言葉を受け少し泣いた様子)など、剛の二重生活を支える。とても気のいい性格で、度々剛や伍代、島崎と共にご飯を食べるなど剛の良きツレとなる。
藤田さんに会いたいだけのために、白百合の美術部に差し入れを渡しに来ている。
猛を慕っているが、当の本人からは『ガリガリ君』と呼ばれるなどイジられている（アイスのキャラクターに似ているため）。
剛や伍代と行動するときは常にボケや驚き役に徹する三枚目キャラ。
駿河鉄人（するが てつひと）
剛の中学時代の後輩。剛が中学を卒業してからは萬中のアタマを張っていた。剛の二重生活の秘密を知る1人。
元々は普通の中学生であったが、母親に捨てられたことからグレ始め、喧嘩に明け暮れていた。それからしばらくして高校生に袋叩きにされていたところを先輩の剛に助けられ、難破兄弟を尊敬する硬派のヤンキーとなった。
しばらくして剛に会いたいがために市松へ入学したが、剛の二重生活の秘密を運命的に知ってしまい一時絶望した。芹沢軍団襲来時に、市松に訪れ芹沢の卑怯な戦法で窮地に陥っていた剛を悔しさのあまり激励して甦らせ、自身も剛の変わらぬ男気に感銘した。芹沢撃退を終えてから、剛の目的である「真面目に生きて青春したい」という思いを「とにかく強い奴と戦い続けたい」と考え違いしてしまう（剛の中学時代の学力から「偏差値0のバカが東大目指すようなモン」と見下している）が、少なくとも剛が白百合へ通っていることは黙認している。

### 白百合高校
藤田深雪（ふじた みゆき）
剛のクラスメートで、剛の片思いの相手。
剛に気があるように見られるが、どちらかというと｢可愛い顔をしている、守ってあげたくなる｣と、弟のように感じている様子。
剛と共に美術部に入部するが、絵の才能はほぼ皆無。画家や芸術家の名前もよく知らない。
曲がったことが大嫌い、且つ向こう見ずなところがある。不良相手でも悪いことは見過ごせず突っかかってしまい、余計に事態を悪化させ、剛が特服の男となって場をおさめるハメになることも。
携帯でパケ死を経験をしたことで、お金に意地汚い面が発覚する。市松が特服の男に懸賞金を掛けた際、特服の男の情報と引き換えにお金を受け取ろうと目論み、正体を調査し始める。その過程で剛が特服の男と勘づき、剛を市松に売ろうとした。伍代の機転のお陰で勘違いだったと反省し、以降怪しむことは無くなっている(大丸によってドッキリとされた剛のカミングアウトの際も、｢初めっから引っかかってなかった｣と発言している)。
特服姿の剛に関しては、暴力で物を言うことに対し良く思っておらず、初対面で「ブス」と言われたために悪印象を持っていた。しかし、陰ながら自身を助けてくれていたことを悟り惚れてしまう。
『ミナミの帝王』や『ゴルゴ13』などの硬派な漫画を好んでいるが、東部長の送別会のカラオケでは大塚愛の「さくらんぼ」を熱唱するなど可愛らしい面も。
夏休みは工事現場の交通誘導などのアルバイトに費やし、特服の男と勘違いした謝罪の念をこめて、アルバイト代で油絵のセットを購入し剛にプレゼントして謝罪した。
島崎登（しまざき のぼる）
剛のクラスメート。リーゼントが特徴。
剛が白百合高校に入ってからの初めての友人で、剛が再び特攻服を着るきっかけを作った人物。おっちょこちょいな割にちゃっかりした性格。
中学時代はいじめられていたため、自分を変えようと高校デビューしヤンキーのフリをしているが、いざとなったら弱気になってしまう。
公園でかつてのいじめっ子らにいじめられていた際、特攻服を着た剛に助けられ、以来「特服の男」をアニキと慕う。剛の身代わりで「特服の男」に扮していた伍代を介抱したことがあり、その後に海で偶然再会した時から伍代を特服のアニキとして一方的に慕っている。伍代が何度違うと弁解しても聞き入れる様子はない。
普段からヤンキーを気取って剛や伍代の足を引っ張ってばかりだが、高浜東陽でイジメに遭っている関口の話を聞き、自身が助けてもらえること、誰かが味方してくれることの心強さを剛に打ち明け、関口を助けるきっかけを作った。
初対面時、特服姿の剛に自分の名前を「島崎学」と言っていた。
守田巻（もりた まき）
剛のクラスメート。深雪の中学時代からの親友。
気だての良いブスで、親しみやすい性格。剛との初対面時に、剛に握りっぺをかましたことがある。新体操部に所属。陣内曰く「アンパンマンみたいな顔」。
東（あずま）
剛の先輩で、美術部部長。黒のセミロングヘアと眼鏡、少女漫画風の大きな瞳が特徴。
連載当初はギャグキャラの要素が強く、眼鏡を外すと大きな瞳が鋭い目つきへ変わるほどであったが、次第に美術への思いが強い真面目な人物へ変わっていき、美術に対する熱心な姿や、部長らしい懐の広さが見られるようになった。剛の、絵の腕や絵に対する想いを度々嬉しそうに褒めている。かつては深雪に興味があったが、彼女の皆無な絵の才能からか、中盤からは気にしなくなっていた。剛が隠し事（二重生活）をしていることに薄々気づいていたようである。
高校卒業後、美大の受験は全て落ちてしまったため浪人生となった。
西田（にしだ）
剛の美術部の先輩。パーマのかかった髪が特徴。
剛の入部時は2年で副部長を務め、東の卒業後部長となった。
美術の才能は不明だが、普段は美術部のモデルとしてわざわざパンツ一丁になって「命!」をしたり、妙なポーズをとってばかりいる。また、オタクの雰囲気を漂わせており、部活中でも部費を利用して二次元キャラのフィギュアを作ることもある。東部長に心酔しており、最も信頼を寄せていた。度々東部長と、｢部長！｣｢何だい？副部長｣という決まったやり取りをしており、後に副部長となった剛にそのやり取りを強要している。
東部長の送別会で部長に任命されカラオケに行った際、酒に酔ったわけでもないのだが、部活と同じようにパンツ一枚になってしまった。天然パーマと思われる髪型は意図的にデジタルパーマ加工していると語っている。
部長になると同時に剛に先輩風を吹かすようになるが、東のように部員を気遣う面が見られた。
林田 実（はやしだ みのる）
剛の2年になってからの担任教師。担当教科は現代文。
初対面の剛たち生徒に「彼女募集中」を宣言したり、剛の悩み（鉄との件）を悟って相談に乗ってあげようとしたり、気さくな人物。
牧野弥生（まきの やよい）
※横浜魔苦須を参照

### 市松高校
陣内一久（じんない かずひさ）
市松最強の男。剛の二重生活の秘密を知る1人。
一応、市松のアタマを張っているが、気まぐれに行動していたため、周りからの不安は大きかった。
初登場時から剛を特服だと見抜いており、「剛の市松での舎弟」と成り済まして難破家に訪れ、剛に自身の存在を知らせた。
自身の尊敬した先輩を倒した猛と一戦交えるつもりで剛の素性を独自で調べ上げ、剛は猛を釣り上げるエサだと言った。
クリスマスイブの日に剛を見つけてタイマンを張ったが、剛の計り知れぬ強さを見誤り、敗北。しかし剛にとっても相当強かったようで、15分で倒された。喧嘩のみならず、女遊び、勉強、スポーツ、パチスロ、株など、何でもやりこなす器用さを持っている。クリスマスイブに彼女と過ごさず剛とのタイマンを選んだのは、「一人の女と過ごすと他の女が可哀相」という理由から。
卒業間近に自分のやりたい事を見つけ出すために市松を自主退学し、坊主になった。それから剛に「世界一周の旅に出る」と別れを告げて千葉を出て行った。
川田（かわだ）
島崎と出身中学が同じで、中学時代に島崎をいじめていた。
集団の喧嘩に付き合わされることが多いため、連載初期から登場。その度に特服を纏った剛に痛い目に遭わせられており、進級後には新入生の鉄からも痛い目を見た。負け惜しみを言うなど情けない奴で、登場を増すことにヘタレなイメージが目立っている。名前が明かされたのは芹沢の登場時になってから。
火野（ひの）
伍代が気に入らず他の市松の生徒達と伍代を袋叩きにしようとしたが伍代を助けに来た剛に阻止される。
その後市松の生徒達は剛に全滅させられ、自身も伍代に一発で倒された。
最上（もがみ）
市松2年最強の男。「特服の男」を割り出すために賞金をエサに情報を集めていた。
そのエサにパケ代で苦境に立たされていた深雪が食いつき、そのため剛の正体がばれそうになるものの、変装した伍代の機転ではぐらかされる。
その後怒りに燃えた剛により下顎を骨折するほどのパンチを喰らい瞬殺。それ以来、校内では完全に隠居状態になっていることが後半に明らかにされた。
沢田（さわだ）
言うことを聞かない伍代を、千鳥商業の郷田と組んで大丸と共に潰そうと画策した。しかし偶然図書館にいた剛が彼と郷田のやり取りを聞いており、剛の登場で失敗に終わった。その後郷田が大丸に殴られ形勢不利と判断し逃げ出した。それ以降、伍代に完全に怯えている。
坂口（さかぐち）
最上が大人しくなり、陣内が中退した市松の後釜を狙おうと目論んでいる3年（火野や最上たちとタメ）。
芹沢率いる城南軍団が市松に来た際には戸惑うばかりで、特服（剛）と城南軍団の相打ちになると計算し、その隙を見て両方を倒そうと企んでいたが、予想外に剛たちがピンチに陥ってしまったことで降参することを考えていた。しかし、剛の諦めない心意気により市松の仲間で一斉に城南軍団に攻めに入るという男気を見せた。市松と城南が五分五分になり、芹沢だけが残った時に攻めに入るが、芹沢が卑怯者であることを知らずに返り討ちに遭った。
喧嘩は大して強くないようだが、彼自身の男気や市松周囲からの人望を見る限り、市松の実質的アタマと言える。

### 千鳥商業高校
郷田（ごうだ）
千鳥高校の大丸の先輩。
先輩風では従わせられない大丸をシメようと、市松高校の沢田と悪巧みをした。ヒロを伍代に紛した沢田の手下に襲わせて、大丸に伍代を憎ませ、2人がタイマンするように仕向けて、やりあってボロボロになったところをフクロにするという計画だったが、剛の登場で計画は失敗に終わり、大丸に一撃でやられた。
高校生にしては大分老けている。
ヒロ
大丸の小学生の頃からの親友。郷田と沢田の策謀のために、両手の指を親指をのぞいて全部折られてしまった。
大丸にニンテンドーDSとFFIIIを貸していたが、指の骨折で返却をしばらく延期にした。
童貞グループのメンバーで、異性に関する会話のレベルが低い。
冬季には指も完治した。久々の再登場で芹沢グループの襲撃をうけ、友人たち共々また重傷を負わされた不幸な奴。

### 高浜東陽高校
関口正宏（せきぐち まさひろ）
剛の中学時代の旧友で、現在高浜東陽高校の特待生。剛の二重生活の秘密を知る1人。
中学時代、殆どの生徒が遊びだけに明け暮れる萬中の中でただ1人黙々と勉強に励んでいた。
剛との親交はなかったが、ふとした剛との会話がヤンキーをやめたがっていた剛の背中を押すこととなった。
同級生のミツオ率いる東陽のエリートたちから万引きをさせられたり、教科書に落書きされたりと陰湿ないじめに遭っていたが、剛との再会から剛に立ち向かうことの勇気を与えられ、ミツオから恐喝された際に勇気を振り絞って断った。しかしその後、ミツオが雇っていたヤンキー三人組から袋叩きにされ、重傷を負い入院したが、それを知った剛による敵討ちによっていじめに終止符が打たれた。
入院中、見舞いに来た剛の前で復讐を目論んでいたミツオを追い払い、剛に一人前の男気を見せ、お互いの絆を強めた。
いじめから解放された現在は再び勉強に励んでいる。
堀田ミツオ（ほった ミツオ）
関口をイジメていた連中のリーダー格。所謂「陰湿な現代のイジメっ子」で影響力があるらしく、周囲は自分がイジメられたくないという理由でイジメに加勢していた。
お金持ちの家に生まれたというだけで偉そうに振る舞い、「貧乏人のくせに努力している関口が生意気でウザい」という理由で関口をイジメる。
関口を袋叩きにする時も、自分の手は汚さず金で人を雇って代わりにやらせていた。
その後、命令に背いた関口に金で雇った不良たちを使って集団暴行を加えたことで剛の怒りを買い、鉄拳を受け鼻を骨折。入院中の関口に一応見舞いと謝罪をしたが、不遜な態度や復讐を目論む発言をし、全く反省していない様子で、剛を侮辱され激昂した関口によって追い払われた。

### 城南高校
桜茂樹（さくら しげき）
剛の萬中時代の仲間。黒髪のリーゼントでサッパリした顔の美形。
城南が芹沢にほぼ占領され、最後まで萬中出身の群れでまとまり続けたが、芹沢軍団の圧倒的な人数の差で敗北、重傷を負う。その後、剛に「鉄を（芹沢から）守ってほしい」と頼みいれた。剛からの愛称はシゲ。
若狭貞男（わかさ さだお）
剛の萬中時代の仲間。金髪のアイパーで目つきが鋭い。
シゲ達萬中出身者と共に最後まで芹沢軍団に抵抗を続けたが、敗北して重傷を負う。喫茶店「愛子」のバナナジュースが好物。剛からの愛称はサダ坊。
ダイゴ
鉄の萬中時代からのマブダチで、剛の後輩。普段は城南の先輩たちの前では自身は敵わないと悟り、下手に接している。
エテ吉（エテきち）
城南の生徒で、萬中出身者。シゲやサダたちと共に最後まで芹沢軍団に抵抗を続けた。
梅田（うめだ）
城南の現在のアタマ。顔が厳つく老けて見える3年。
猛を尊敬しており、自身も正々堂々としたタイマンを好む。その男らしさと喧嘩の強さから人望も厚い。転校生の芹沢に舎弟を倒されたことに怒り、タイマンを挑んで果敢に攻めるも芹沢の急所攻撃から立場が逆転し、圧倒され病院行きとなった。
芹沢恭一（せりざわ きょういち）
城南編の黒幕。城南に転校してきた。エテ吉の話によれば、親が地方の議員であり、地元での悪名が強くなりすぎたために追放されてやってきた模様。城南に残っていた萬中出身者達を壊滅させた後、周辺高の制圧に乗り出した。
履いている靴は改造品で、靴先は金属製になっている。城南の生徒に暴行を加えたことで怒りに燃える梅田とタイマンを張る。極度の卑怯者で、勝つためには手段を選ばないタイプ。また、非常に打たれ強く、その頑丈さと不意打ちを繰り返して梅田を圧倒。無理矢理城南のアタマになると言い張った。パンチパーマやリーゼントなどの前時代的なヤンキーファッションを「粕漬け臭ぇ」と嫌っており、城南制覇の際、倒した相手の髪を丸坊主にするという独特の制裁を行った。同じ理由で魔愚南無号も燃やした。
千葉のほとんどのヤンキー高を壊滅後、市松に乗り出した際に急遽参戦の剛と対峙。鉄パイプや金属バットを駆使して剛を追い詰めたが、鉄の激励によって気合を入れ直した剛に動きを見切られる。素手を活かした剛の連打に耐え切れずに倒れ、退散となった。
カズヤ
猛の後輩で、剛や伍代たちより1つ年上。
父親が建設会社の社長で、若干金持ち。猛との仲は大して良くもなく、城南でも嫌われた存在。お互い屈折した関係でありながらも猛の魔愚南無号にだけは憧れており、猛に頼まれ秋風号買取のために必要であった50万円で買い取った。強きに従い、弱い者には強いタイプで、臆病者。その性格から卑怯ながらも強い転校生の芹沢に従うようになり、芹沢が気に入らないという理由で魔愚南無号は燃やされてしまった。市松に殴りこんだ時には自分で戦おうとはせず、後方で威張り散らしていただけだったために剛の乱入時に助けてもらえなかった。
突然現れた特服の正体が猛の弟である剛だと気づいてからは燃やしてしまった魔愚南無号の件や、剛に手を出してしまったことがバレるのを恐れ、逃げていった。

### 横浜の暴走族
加納光一（かのう こういち）
横浜の暴走族「カスケード」の元メンバーであり、やよいの元カレ。日本人と外国人とのハーフで肌は褐色。通称「K」(キングのK)。
基本的に悪意はなく、恋人のやよいに対しては穏やかで優しく接しているが、その本性は理性を失うと限度を知らず、相手を瀕死に追い込む程危険な人物。実は家族のいない身の上であり、やよいに執着しているのは家族、愛を求めているためである。
その事実を知ったやよいは彼と別れたがったが、そのことに怒った彼はやよいの他、魔苦須のメンバーにまで被害を与えた。その際にカスケードのメンバーをことごとく病院送りにして、「ケルベロス」を結成。その後は暴力事件で捕まり、少年院行きとなったが、出所後は横浜へ帰ってきた。
出所後、やよいを引き寄せるエサとして横浜魔苦須の面々を傷つけ、それを知ったやよいを誘き寄せたが、後に助けに現れた剛とタイマンに入る。自慢の豪腕で剛を一時的に気絶させたが、気合いを入れなおした剛には適わず肉体的にも精神的にも完敗した。
田村（たむら）
ケルベロスのナンバー2。いつもニヤけている大柄の男。
出所した光一を笑顔で迎えたが、その裏では次期「キング」として推されていた。
光一の気性ややよいへの執着を利用し、言葉巧みに操ってカスケードの残党や剛などの敵を倒させた後、背後から光一を鉄パイプで打ちのめし、メンバーたちにリンチさせ、下克上を宣言する。が、逆上した光一によって半殺しに遭う。
大柴（おおしば）
かつて光一が所属していた暴走族「カスケード」のヘッド。
マリからの頼みを受け入れ光一にやよいと別れるように説得したが、光一の神経を逆なでする結果となり、病院送りとなった。
後日に至る現在、出所した光一の暴走を悟ってメンバーと共に喧嘩の現場へ訪れた。その際に剛に「今度、光一がやよいに手を出した場合、カスケードもろともぶっ潰す」という条件を飲んで光一を更生させることを約束した。

### 横浜魔苦須
牧野弥生（まきの やよい）
剛の白百合での後輩。黒のロングヘアが特徴。友人と共に美術部に入部。
清楚な印象の可憐な少女だが、その正体は横浜でも指折りのレディース「横浜魔苦須（よこはまマックス）」の二代目総長を担う、剛と同じ二重生活に励む者であった。そのきっかけは、彼女の決意で再結成した魔苦須をケルベロスの手から何とか守り抜きたいが、自身は光一から逃れるため横浜から千葉へ引っ越さざるを得なかったからである。
かつての出来事から恋人であった“K”こと加納光一の存在を恐れていたが、特服を纏った剛によって救われた。それ以降は正体不明の特服の男に想いを寄せるようになる。
特服姿の剛を｢特服先生｣、伍代を｢イケメン先生｣と呼び慕う。
滝沢マリ（たきざわ マリ）
横浜のレディース「魔苦須」の初代総長。持ち前の気合から「ハマのイノキ」と呼ばれている。
かつて普通の少女であったやよいが横浜の街でチンピラに絡まれていたところを彼女が助けたことから知り合う。その裏では家計に悩んでいた。その状況ながら、弟を高校へ進学させたいがために魔苦須を解散させようとしていたが、やよいの決断から彼女に二代目総長の名を与えた。
山口朋美（やまぐち ともみ）
魔苦須の副総長を務める。通称「ナンシー」。顔が長く悪い歯並びが特徴。松曰く「キツネ」。そのあだ名は過去にシンナー中毒者だったことに由来する。
光一との一件が終わったと同時にカー子、フー子と話し合い魔苦須解散を決意、就職することにした。牧野と共に、剛を「特服先生」と呼び慕っていた。
続編の『ナンバデッドエンド』において、弁当屋の厨房で働いていることが牧野から語られる。
佐藤ミキ（さとう ミキ）
魔苦須の1人。通称「カー子」。顔がでかいのが特徴。松曰く「カバ」。そのあだ名は顔の大きさから中学時代に「カバ」と呼ばれていたことに由来する。
魔苦須解散と同時に進学を決意する。
園田直美（そのだ なおみ）
魔苦須の1人。通称「フー子」。巨体が特徴。松曰く「ゴリラ」。そのあだ名は身体の大きさから中学時代に「フランケン」と呼ばれていたことに由来する。松を気に入っているが、相手にされなかった。
魔苦須解散と同時に進学を決意する。

### その他の登場キャラ
島田のおばちゃん（しまだのおばちゃん）
難破家のお隣さん。やかましい性格。難破家を煙たがっているが、割と仲良く付き合ってもいる。
難破家がハワイ旅行に行っている間松を預かっていたが、その返礼が定番もいい所の箱入りチョコと悪趣味な歯ブラシであることに憤慨した。佐藤が難破家に訪れた際、シャバい家を取り繕っていた場面に回覧板を携えて登場。シャバい格好に大爆笑して、本当はヤンキー一家であるとバラした。
伍代里美（ごだい さとみ）
伍代の母。有名な料理評論家で、TVにもしばしば出演しており、母子家庭にあっても暮らしぶりは豊かである。しかし忙しさも手伝って、息子の面倒はほとんど見られず親子関係は冷え切っていた。しかし剛が伍代宅に押しかけ、半ば強引に息子との食卓を囲わせたことによってそれも多少は改善されたようだ。その後は息子とハワイ旅行に出かけるなどもしている。
酒癖が悪く、剛があさって発見したシャトーディケム（1945年もの）を持ち出されたショックでヤケになり、飲み明かした結果、松を捕らえて息子の直樹に関する愚痴をこぼし続けた。松曰く「父ちゃんの愚痴よりハード」。
切山カズミ（きりやま カズミ）
猛の彼女。猛に負けず劣らずの豪快な性格。横浜でも多くの傘下を持つレディース「邪須眠（ジャスミン）」の頭を張っていた。
高校時代に猛とタイマンを挑もうとするが、猛にたびたびはぐらかされたことに腹を立て、猛の母親のことをネタにして挑発。これには猛も思わず激昂し本気の拳を放つが、それでも立ち上がり、立った直後気絶。その後彼女は入院することになるが、それが縁で付き合うことになった。
チャッピー
難破家の近所の岡さん家のペットの犬で、松の舎弟。犬種はチワワ。
松に憧れており、男らしさを磨こうとしているが適わず、飼い主にいつも犬用の服を着せられている（松たち犬にとって犬用の服は侮蔑の象徴と見なされている）。故にいつも親分の松から非難を受けてきたが、後にワイハー帰りの剛によってお土産の星条旗柄の服を着せられていた松を見て「センス悪っ!」と今までの非難を覆した。
沢田アキオ（さわだ アキオ）
難破兄弟の妹である吟子に難破の名前を利用するために近づく。
難破の名前を利用してカツアゲ行為を繰り返すも、その名を知らぬ関西から来た人間を相手にしてしまい、返り討ちにされるが尾行していた剛の登場で事なきを得た。
その後本性を知った吟子にフラれる。
真宮（まみや）
伍代の中学生時代の友人で、当時は伍代と向かう所敵なしのコンビだった。殺人犯の息子という不遇な生い立ちを持つ。
その生い立ちから伍代と手を切れと学校の大人たちから差別され、所詮自分は殺人犯の息子として生きるしかないのだと、裏社会で生きることを決意する。それからはタチの悪い連中と付き合い始め、他校から上納金を納めさせたりしていたが、それをやめさせようとした伍代ともみ合いになり、顔面に大きな傷を負う。
以来伍代を憎み、島崎を誘拐して伍代をおびき寄せ復讐しようとするが、伍代の説得と思いを込めた拳によって改心する。
愛子（あいこ）
難破一家行きつけの喫茶店の店長。ナオミとは喋り友達。
猛曰く「客が少ない」らしいが、コーヒーやバナナジュースが旨いらしく、特にバナナジュースは剛やサダが気に入っている。
口調は悪くも親しみやすい性格。
亜仁丸（あにまる）
猛が働き始めたペットショップの店長。
当初はチンピラ衣装でやってきた猛を断るつもりだったが、獰猛な土佐犬をひと睨みで降伏させた猛の強さを見て採用を決定した。猛曰く「犬好きの気合入った奴」。喋り方がオネエっぽいが、猛は彼の犬に対する気合いの入った想いを悟り、気に入った。
猛が秋風号を死なせた事で篠崎に殴りかかったときには体を張って猛を止め、剛と猛を説得した。
篠崎（しのざき）
猛が働き始めたペットショップの客。金儲けしか考えていない悪徳ブリーダーで亜仁丸も嫌っている模様。
「赤竜号」と呼ばれていた頃の松の顔に傷をつけた張本人であり、松の元の飼い主。自分の不注意で怪我をさせた松を河原へ投げ捨てた。
それから6年後ペットショップへ来ていた剛と松を見てその時の子犬と気づく。その後松が元々自分の犬である事を理由に剛と猛に接触し松を返せと迫るが2人はこれを拒否、反対に松の母犬、秋風号を譲れと彼に交渉する。その際には「50万円を渡せば譲ってやるし松も諦める」という法外な要求をしてきた。秋風号を見殺しにした事で猛の怒りを買い手下と共に制裁を受けた。
秋風号（あきかぜごう）
松を産んだ母犬。松の他にも子供を産んでいたが、全員篠崎に金儲けの道具として奪われる。
幼少の頃の松を「ぼうや」と呼んでかわいがっていた。篠崎に虐待されていたためかなり衰弱しており、人間恐怖症になっていた。剛と猛と松が篠崎の犬舎に連れてこられた際に松と再会できたが、剛が引き取りに来た時にはすでに死んでいた。その後彼女の墓は松の犬小屋の隣に建てられた。
長谷川（はせがわ）
萬中の教師。吟子の現在の担任で過去に剛、猛も受け持っていた。生徒に対しては厳しくも親身になって接するタイプ。
剛にとっては、普通の青春を送りたいという自分の願いを聞き入れ、親身に相談に乗り、家族にも秘密のまま白百合入学を色々と手助けしてくれた恩師。
剛の二重生活が上手くいっていることに安心しているが、同時に難破家には後ろめたい気持ちを持つ。
佐藤順一（さとう じゅんいち）
吟子が外出した際に知り合った優等生の少年。仲良くなった吟子に勉強を教えることになる。
ヤンキーという人種を嫌っており、吟子は彼に嫌われたくないために、自分がヤンキーであることを隠すための様々な嘘をつく。彼が家に呼ばれる際、吟子は家族全員に普通の格好をさせたが、彼はすでに難破家がどのような家か事前に知っており、吟子のためにそこまでしてくれる難破家を見て、ヤンキーに対する見識を改めたようである。
大森（おおもり）
熱海を仕切る地元のヤンキーグループのアタマ。
旅先で付き合っていた彼女に金を持って逃げられたことから地元に帰り、倉田と金町のいざこざに割り込んできたが、猛を見た途端怯えて撤退。その理由はかつて関東を制覇した猛に惨敗した過去があるため。
降参した後は猛が捕まえたカブトムシを1000円で購入したが、すぐに逃げられてしまった。
倉田（くらた）
大森がいなくなった熱海を仕切る座を巡って金町と対立状態にあった。剛の発言に怒った猛に一瞬で倒された。
金町（かねまち）
熱海を仕切る座を巡って倉田と対立状態にあった。倉田同様、猛に一瞬で倒された。
章彦（あきひこ）
通称「アキ」。地元でのいざこざを終わらせたいために遊びに来た剛と大丸に「金町派」を打ちのめすよう頼みいれた。
サングラスを掛けているが、外すと強面なイメージが崩れるほどギャップが激しい。
道信（みちのぶ）
通称「ミッチー」。章彦と共に剛たちに地元の抗争を終わらせるために頼み込んだ。
ぽっちゃりした外見から、女子からは「プーさんみたいで可愛い」と言われているらしい。

### ハワイの住人たち
ポール
ハワイで剛たちが知り合った現地の少年。シンディのことが好きだが相手にされていない。
当初は日本人含め観光客を毛嫌いしていたが、自分たちのために何の見返りも求めずブラッドリー兄弟を倒してくれた難破兄弟に感動し日本人が大好きになった。同時に難破的なセンスも植えつけられ、特服を着用して歩いていたところを旅行中の伍代と出くわし、彼を困惑させた。
シンディ
父親ポーキーの店でウェイトレスをしている娘。地元のアイドル的存在。
彼女に気があるキースが、度々店に手下を送って自分の物にしようとしていた。たまたまその場面に出くわした猛が止めに入ったことから、剛は町の騒動に深入りしていく。
気丈な性格で、ブラッドリー兄弟に反抗し続けていた。剛に惚れていたような描写があったが、想いを伝えることはなかった。
ポーキー
シンディの父親。異様に頭が大きい4頭身ぐらいのオッサン。ハワイ一うまいと評判のパイ店「ポーキーズ」を経営している。
元海兵隊で（実力のほどは怪しい）ハワイにて休暇中にシンディの母親サンディと出会い結婚。そのまま定住。サンディには7年前にガンで先立たれている。
剛に協力しキースと戦う。元海兵隊のスキルを活かし、キースのナイフをすべて素手で捌いているように見えたが、紙一重の差でかわしきれずに負傷していた。
彼の作るパイを、剛は心底気に入っていた。
ケン
ポールやシンディの友人で、ブラッドリー兄弟が来るまでは周りから慕われるリーダー的存在だった。
ブラッドリー兄弟に反抗するグループの中心だったが、彼の父親の仕事用の車を放火され、次は母親の職場を放火するぞと脅され、泣く泣くブラッドリー兄弟の軍門に下り、小間使いをさせられていた。
剛に勇気付けられ、途中から共闘する。
ブラッドリー兄弟（ブラッドリーきょうだい）
兄のバグ、弟のキースの2人兄弟で、バグが実質的なボス。
ロサンゼルスで問題を起こしハワイに移り住んできた。麻薬を使って手下を作り、地元ハワイを暴力で支配している。強盗、放火、傷害など、不良の範疇をはるかに超えた悪党。ハワイ警察のワイキキ分署署長であるジャックを叔父に持ち、ジャックが上院議員である彼らの父親に多額の借金をしているという事情から、地元の警察は彼等に強く出ることができなかった。
キースがシンディに罵倒されたことの復讐として、ポーキーズに車を突っ込ませて破壊しようとするが、剛に妨害され、そのまま対決になる。兄バグは、不意打ちとはいえ剛を一撃でダウンさせるほどのパワーファイターで剛はピンチに陥ったが、そこに黒い特服を着た猛が駆けつける。往復ビンタで気合を入れられた剛はなんとかバグを撃破。手下たちはことごとく猛に全滅させられる。キースは銃やナイフを持って猛に襲い掛かるが、腕を折られた上に銃さえも奪われ全く歯が経たず、逆に返り討ちに遭った。その後ジャックにも見放され、ハワイから追放されることとなる。
ジャック
ブラッドリー兄弟の叔父。市警ワイキキ分署の署長。
ギャンブルが原因で彼等の父親である兄に多額の借金をしていたがために、甥たちに何も言えぬ事なかれ主義であったが、その実、心を痛めていた。ブラッドリー兄弟の策謀で剛が殺されそうなところを間一髪食い止め、彼等の所業を不問とした。
最終的には良心に従い、兄には家を売って借金を返すことをブラッドリー兄弟に宣告した。

## 書誌情報
- 原作：小沢としお『ナンバMG5』秋田書店〈少年チャンピオン・コミックス〉、全18巻
  1. 2005年10月08日発売[書誌 1]、ISBN 978-4-253-21041-6
  2. 2005年12月08日発売[書誌 2]、ISBN 978-4-253-21042-3
  3. 2006年02月08日発売[書誌 3]、ISBN 978-4-253-21043-0
  4. 2006年05月08日発売[書誌 4]、ISBN 978-4-253-21044-7
  5. 2006年07月07日発売[書誌 5]、ISBN 978-4-253-21045-4
  6. 2006年09月08日発売[書誌 6]、ISBN 978-4-253-21046-1
  7. 2006年11月08日発売[書誌 7]、ISBN 978-4-253-21047-8
  8. 2007年01月09日発売[書誌 8]、ISBN 978-4-253-21048-5
  9. 2007年04月06日発売[書誌 9]、ISBN 978-4-253-21049-2
  10. 2007年06月08日発売[書誌 10]、ISBN 978-4-253-21050-8
  11. 2007年08月08日発売[書誌 11]、ISBN 978-4-253-21093-5
  12. 2007年11月08日発売[書誌 12]、ISBN 978-4-253-21094-2
  13. 2008年01月08日発売[書誌 13]、ISBN 978-4-253-21095-9
  14. 2008年03月07日発売[書誌 14]、ISBN 978-4-253-21096-6
  15. 2008年05月08日発売[書誌 15]、ISBN 978-4-253-21097-3
  16. 2008年07月08日発売[書誌 16]、ISBN 978-4-253-21098-0
  17. 2008年10月08日発売[書誌 17]、ISBN 978-4-253-21099-7
  18. 2008年11月07日発売[書誌 18]、ISBN 978-4-253-21100-0

## テレビドラマ
フジテレビ系列で、2022年4月13日から6月22日まで、2016年3月以来6年振りの復枠となる「水曜10時枠の連続ドラマ」枠にて、その第一弾として本作と『ナンバデッドエンド』を原作とした『ナンバMG5』（ナンバエムジーファイブ）のタイトルで放送された。主演は、プライム帯の連続ドラマ初主演となる間宮祥太朗。
これに伴い、2020年4月より水曜の22時台に放送してきた『突然ですが占ってもいいですか?』は、月曜日の「COOL TV」（23時 - 23時40分）枠に移動して放送を継続。
新型コロナウイルスが原因で制作スケジュールに影響が生じたため、4月20日に予定していた第2話の放送が翌週27日に延期された。20日は、第2話からの一部シーンの紹介や撮影エピソードを交え、第1話を振り返る「特別編」が放送された。
2022年6月29日22時から特別編として最終回のその後を描く「全開バリバリでアリガト」編が放送された。

### キャスト

#### 難破一家
難破剛
演 - 間宮祥太朗（幼少期：岩川晴）
難破猛
演 - 満島真之介（8歳時：村上秋峨）
難破吟子
演 - 原菜乃華（幼少期：鎌田杏菜）
難破勝
演 - 宇梶剛士
難破ナオミ
演 - 鈴木紗理奈
難破松
演 - 豆三郎（声 - 津田健次郎）

#### 難破剛の関係者
伍代直樹
演 - 神尾楓珠
藤田深雪
演 - 森川葵
大丸大助
演 - 森本慎太郎（SixTONES）

#### 白百合高校
島崎登
演 - 春本ヒロ
守田巻
演 - 富田望生
山田亮太
演 - 中沢元紀
野球部員。
村内司
演 - 草野大成
野球部員。
松島雄平
演 - ヒロウエノ（第1話・第2話・最終話）
剛の一年次の担任教師。
林田実
演 - 柾賢志（第6話 - 最終話）
剛の二年次の担任教師。
岩城隆一郎
演 - 松角洋平（第7話 - 最終話）
新任の校長。以前は中手山高校で校長をしていた。
桐山譲二
演 - 赤ペン瀧川（第7話 - 最終話・特別編2）
教師。生活指導部長。
亀井京子
演 - 三浦真椰（第7話 - 最終話）
教師。生徒会長選挙管理委員会の担当。
美術部
東ミチル
演 - 加藤諒
部長。第6話で高校卒業。
西田リョウ
演 - 藤田真澄
副部長。東ミチルの卒業に伴い部長になる。
牧野弥生
演 - 鈴木ゆうか（第6話 - ）
実は横浜のレディース「横浜魔苦須」の二代目総長でもある。
- 平並万吉 - 吉野亮太
- 榎本佑太 - 乙木勇人
- 村上誠 - 茎田俊幸
- 工藤広重 - 浅野拓武
- 奈良義明 - 松本祐介
- 花岡圭太 - 吉河颯人
- 内山瑠奈 - 青空
- 高橋改
- 千原有紀也
- 朝比那怜

その他の白百合高校生徒
- アキ - 藤本沙紀
- 野川トオル - 久野雅弘
- 田中裕樹 - 北園紫音
- 山口輝夫 - 町前宏人
- 玉川遥 - 河野紗千
- 谷口まる - 辻野花
- 辻愛名 - 守屋綾音
- 春野芽衣 - 林田百加
- 海野健二 - 松田剛哉
- 染谷明日香 - 遥りさ
- 秋水柑太 - 山下凌生
- 秋原葉 - 中村斗哉
- 榊千枝 - 一野瀬叶唱
- 鈴木千夏 - 黒木こなつ
- 小殻恵 - 益田恵梨菜
- 菅島一太 - 菅野郁弥
- 安良部彰人 - 成瀬大渡
- 櫻井拓郎 - 簡秀吉
- 並羽正 - 新山航希
- 星三月 - 加部アカネ
- 久留里真依 - 武藤菜々
- 大葉來未 - 志田音々
- 高原公介 - 前橋佑樹
- 永野拓海 - 後藤光輝
- 美山あおい - 川村彩花
- 白崎輝琉
- 石井咲良 - かのうみゆ
- 野口千優
- 平谷佳音
- 川井望鈴
- 小日向莉々子
- 遠藤龍希
- 伊東一至
- 石川古都
- 勝沼優

#### 市松高校
陣内一久
演 - 柳俊太郎（第4話・第5話）
最上克己
演 - 米本学仁（第1話・第2話）
沢田護
演 - 松倉央季（第3話・第4話）
遠藤浩二
演 - 河野賢治（第1話）
火野将人
演 - 吉田健悟（第1話）
土居一馬
演 - 武田一馬（第1話）
広瀬マーヤ
演 - 水谷果穂（第1話・第2話）
麻生竜
演 - 中村匡志（第5話）
一年前の市松高校の不良の頭。単身乗り込んだ難波猛に完敗する。
赤西タクヤ
演 - とよだ恭兵（第1話 - 第4話）
その他市松高校生（役名）
- エイト - 田中柊羽
- ショウ - 金海用龍
- ヒロシ - 矢内康洋
- ゴンドウ - 小森亮宙
- バンドウ - 牧野裕夢
- マチャ - 山田果歩
- ジョー - 渡辺潤
- カズミ - 宮永薫
- ボブ - 高田誠
- ベッキー - 戸苅ニコル沙羅
- キョウタ - 青木一馬
- リョウジ / ヨシキ - 奥村祥磨
- カッチー - 國枝新
- ジュン - 灰塚宗史
- ベン - 本田聡
- マイト - 洋平
- キョウコ - 有井ちえ
- メイコ - 野島怜衣珠
- お嬢 - 細元優希乃
- ゲン - 坂口拓也
- 宇田川宰
- 田中亮
- 石川竜太郎
- スチール哲平
- 西野光
- 内海大樹

#### 千鳥商業高校
郷田健吾
演 - うえきやサトシ（第2話 - 第4話）
斎藤ヒロ
演 - 一條恭輔（第3話・第4話）
その他
- タロウ - 小野寺拓海
- リキ - 春藤翔太
- カツヤ - 根岸直矢

#### 高浜東陽高校
関口正宏
演 - 岩男海史（第4話）
剛の中学時代の知人。イジメられている現場に剛が遭遇する。
高浜東陽生徒
- 堀田ミツオ - 松本岳（第4話）
- 内野 - 粟大和（第4話）
- 原 - 横山涼（第4話）
- 相原滉平（第4話）

関口をイジメる同級生。

#### 城南高校
芹沢
演 - 西岡修作（第6話）
千葉のトップだったが剛にあっけなく倒される。

#### 横浜の暴走族
加納光一
演 - 庄野崎謙（第6話）
田村
演 - 堀丞（第6話）
ケルベロスメンバー
- 青木悠介（第6話）
- 山田和弘（第6話）
- 姉崎貴人（第6話）
- 佐松翔（第6話）

#### 横浜魔苦須
牧野弥生
演 - 鈴木ゆうか
2代目総長。
レディース
- 滝沢マリ - 百田夏菜子（ももいろクローバーZ）
- ナンシー - 玉井詩織（ももいろクローバーZ）
- フー子 - 佐々木彩夏（ももいろクローバーZ）
- カー子 - 高城れに（ももいろクローバーZ）（第6話）

赤いつなぎに身を包んだレディース。神奈川最強のヤンキーチーム「ケルベロス」に2代目の総長を狙われている。

#### 剛が戦ってきた人物
田沼
演 - 牧野裕夢（第7話）
埼玉沼田工業高校。
安藤綱平
演 - 葵揚（第8話）
ヤクザの息子で、西日本最強と恐れられる高校生。
小暮翔（こぐれ しょう）
演 - 東啓介（第8話 - 最終話）
通称「グレ」。渋谷制覇を目前にしたヤンキー集団「マッドマウス」のメンバー。
石黒正（いしぐろ ただし）
演 - 鈴之助（第8話・第9話）
通称「グロ」。同「マッドマウス」のメンバー。
「マッドマウス」のメンバー
- 浦野運己（第9話・最終話）
- ジックサン・オーガスティン（第9話・最終話）
- 平良太宣（第9話・最終話）
- 山田将司（第9話・最終話）

竜二
演 - 岩永洋昭（第9話）
通称・壊し屋竜二。池袋最強チームのアタマ。

#### その他
島田サチ
演 - 伽代子
難波家の隣人。
伍代里美
演 - 橘ゆかり
伍代の母親。
切山カズミ
演 - ファーストサマーウイカ（特別編・第2話・第9話）
深雪の母親
演 - にしおかすみこ（特別編・第2話）
真宮翔
演 - 神田穣（第3話）
中学時代に伍代とつるんでいた仲間だった。1週間前に少年院を出てきたばかりだと言う真宮は「また一緒にやらねえか」と伍代を誘う。
佐藤淳一
演 - 小田将聖（少年忍者）（第5話）
高浜一中3年生。友人となった吟子に勉強を教えることになる。
長谷川忠司
演 - モロ師岡（第5話・第6話・特別編2）
萬田中学教師。難波家の猛、剛、吟子を教えた。
水野友美
演 - 森迫永依（第8話）
大丸が中学校時代に思いを寄せていた初恋の相手。
水野幸男
演 - 田本清嵐（第8話）
水野友美の兄。
安藤喜一
演 - 山口祥行（第8話）
広島のヤクザ。安藤綱平の父。
近藤南三
演 - 吉倉あおい（第9話）
剛がアルバイトする渋谷のカラオケボックスで働く先輩。

#### ゲスト
第4話
関口正宏に暴力を振るう不良（役名）
- 室井 - 中村祐志
- 橋本（ハッシー） - 古米翔大

高浜東陽高校の堀田ミツオにカネで雇われる。
ラーメン店店員
演 - 小路さとし
図書館職員
演 - 小林千夏

第5話
吟子の同級生
- ユカ - 滝澤エリカ
- ジュリ - 峯田百花

萬田中学生徒。

第6話
花火をする子供
演 - 小林優仁、小林篤弘

第7話
萬田中学女子生徒（回想）
演 - 村中暖奈、中川紅葉
猛の卒業後、剛が萬田中のトップに立ったことを喜ぶ。
ボウリング場で襲われた中学生
演 - 佐野時陽
剛に吟子と牧野弥生が拉致されたと告げる。

全開バリバリでアリガト編
津田健次郎
演 - 津田健次郎

### スタッフ
- 原作 - 小沢としお『ナンバMG5』『ナンバデッドエンド』（秋田書店『少年チャンピオン・コミックス』刊）[1]
- 演出 - 本広克行[1]、品田俊介、森脇智延、佐々木敦規
- 脚本 - 金沢達也[1]
- 脚本協力 - 湯田美帆
- アクション監修 - 朝倉海[152]
- アクション監督 - 奥住英明
- 音楽 - 宗本康兵[153]
- 主題歌 - WANIMA「眩光」（unBORDE / Warner Music Japan）[154]
  - 挿入歌 - WANIMA「あの日、あの場所」（unBORDE / Warner Music Japan）[155]
  - 使用曲 - WANIMA「りんどう」（unBORDE / Warner Music Japan）[156]
- 撮影 - 川越一成、宮崎康仁
- 照明 - 藤川達也
- ラクガキ - ニイルセン
- 撮影協力 - 足利市、足利市みどりと文化・スポーツ財団撮影支援室、旧足利西高校
- 編成企画 - 上原寿一[1]
- プロデューサー - 栗原彩乃[1]、古郡真也（FILM）
- 制作協力 - FILM
- 制作・著作 - フジテレビ第一制作部

### 放送日程
- 初回は22時 - 23時09分の15分拡大放送。

| 各話                                                          | 放送日  | サブタイトル                                    | 演出       | 視聴率 |
| ------------------------------------------------------------- | ------- | ----------------------------------------------- | ---------- | ------ |
| 第1話                                                         | 4月13日 | 最強ヤンキー! 秘密の二重生活スタート!           | 本広克行   | 6.6%   |
| 第2話                                                         | 4月27日 | 特攻服の男捕まえたら賞金10万円? 剛絶体絶命!     | 佐々木敦規 | 4.9%   |
| 第3話                                                         | 5月04日 | 恋のライバル登場! そして伍代の因縁の相手も?     | 品田俊介   | 5.3%   |
| 第4話                                                         | 5月11日 | 剛ついに秘密を告白? 旧友のピンチを救えるか!?    | 尾﨑隼樹   | 4.8%   |
| 第5話                                                         | 5月18日 | 謎の男の正体は? そして可愛い妹に初彼氏…!?       | 阿部雅和   | 5.2%   |
| 第6話                                                         | 5月25日 | レディース参上!? 横浜最強の男と全面対決!        | 佐々木敦規 | 4.9%   |
| 第7話                                                         | 6月01日 | 剛、生徒会長になる! 妹が白百合高校入学で大波乱! | 品田俊介   | 5.3%   |
| 第8話                                                         | 6月08日 | ドキドキの修学旅行&幼馴染との再会! 恋の大波乱!  | 尾﨑隼樹   | 5.4%   |
| 第9話                                                         | 6月15日 | 二重生活の終焉…崩壊する最強一家!                | 本広克行   | 5.3%   |
| 最終話                                                        | 6月22日 | ついに最終回! 難破剛、最後の決断                | 本広克行   | 6.2%   |
| 平均視聴率 5.4%（視聴率はビデオリサーチ調べ、関東地区・世帯） |         |                                                 |            |        |
| 特別編                                                        | 放送日  | サブタイトル                                    | 演出       | 視聴率 |
| 特別編                                                        | 4月20日 | 全開バリバリでヨロシク! 編                      |            | 4.4%   |
| 特別編                                                        | 6月29日 | 全開バリバリでアリガト 編! 愛犬・松が家出!?     | 阿部雅和   |        |

| フジテレビ系列 水曜10時枠の連続ドラマ                                                   | フジテレビ系列 水曜10時枠の連続ドラマ | フジテレビ系列 水曜10時枠の連続ドラマ |
| 前番組                                                                                  | 番組名                                | 次番組                                |
| --------------------------------------------------------------------------------------- | ------------------------------------- | ------------------------------------- |
| フラジャイル （2016年1月13日 - 3月16日） ※2022年3月まで一時廃枠                         | ナンバMG5 （2022年4月13日 - 6月22日） | テッパチ! （2022年7月6日 - 9月14日）  |
| フジテレビ系列 水曜 22:00 - 22:54枠                                                     |                                       |                                       |
| 突然ですが占ってもいいですか? 【月曜「COOL TV」枠に移動して継続、ここまでバラエティ枠】 | ナンバMG5 【ここから連続ドラマ枠】    | テッパチ!                             |

### その他
- 2022年6月30日放送のフジテレビ系「木曜劇場」枠で放送された「やんごとなき一族」最終回の終盤に柴犬の難破松（演 - 豆三郎、声 - 津田健次郎）がクロスオーバー出演を果たした[169]。

### 書誌出典
1. ↑  “ナンバMG5 第1巻”.  秋田書店. 2022年3月16日閲覧。
2. ↑  “ナンバMG5 第2巻”.  秋田書店. 2022年3月16日閲覧。
3. ↑  “ナンバMG5 第3巻”.  秋田書店. 2022年3月16日閲覧。
4. ↑  “ナンバMG5 第4巻”.  秋田書店. 2022年3月16日閲覧。
5. ↑  “ナンバMG5 第5巻”.  秋田書店. 2022年3月16日閲覧。
6. ↑  “ナンバMG5 第6巻”.  秋田書店. 2022年3月16日閲覧。
7. ↑  “ナンバMG5 第7巻”.  秋田書店. 2022年3月16日閲覧。
8. ↑  “ナンバMG5 第8巻”.  秋田書店. 2022年3月16日閲覧。
9. ↑  “ナンバMG5 第9巻”.  秋田書店. 2022年3月16日閲覧。
10. ↑  “ナンバMG5 第10巻”.  秋田書店. 2022年3月16日閲覧。
11. ↑  “ナンバMG5 第11巻”.  秋田書店. 2022年3月16日閲覧。
12. ↑  “ナンバMG5 第12巻”.  秋田書店. 2022年3月16日閲覧。
13. ↑  “ナンバMG5 第13巻”.  秋田書店. 2022年3月16日閲覧。
14. ↑  “ナンバMG5 第14巻”.  秋田書店. 2022年3月16日閲覧。
15. ↑  “ナンバMG5 第15巻”.  秋田書店. 2022年3月16日閲覧。
16. ↑  “ナンバMG5 第16巻”.  秋田書店. 2022年3月16日閲覧。
17. ↑  “ナンバMG5 第17巻”.  秋田書店. 2022年3月16日閲覧。
18. ↑  “ナンバMG5 第18巻”.  秋田書店. 2022年3月16日閲覧。